# 张权 (国军中将)
张权（1899年9月13日—1949年5月21日），原名寿棼，字栩东，直隶武强人，中华民国中将。

## 生平

### 早年生涯
1899年9月13日，张权生于直隶省武强县张家庄一个贫穷农民家庭。14岁考入保定的直隶省立第七中学。中学毕业后，考入陆军第一预备学校。18岁时，张权进入保定军官学校炮科第八期学习，成绩优异，未毕业便被保送到日本士官学校炮科第13期学习。1922年，毕业回到中国。不久，出任国民革命军第六军十九师副师长。

### 抗日战争
抗日战争爆发后，张权出任第一战区河南省少将警备副司令、代理司令兼少将游击司令。部队常化整为零，同日军日夜周旋。民国27年（1938年）5月，张权奉命来到湖南省湘潭县创建装甲部队，任少将团长。民国28年（1939年），升任陆军战车防御炮教导总队中将总队长。张权被誉为中国机械化反装甲兵种创始人。他曾率该部在滇缅会战中屡创日军，其中在滇缅会战腊戍战役中，张权所辖的战车防御炮教导总队配合陆军作战，一天内击毁日军坦克40多辆。
抗日战争时期，张权部队总部驻四川省壁山县，离重庆周公馆中共中央南方局很近。中共中央南方局知道张权长期以来倾向中共，周恩来便亲自通过张治中将1924年入团、1925年转党的中国共产党党员王亚文介绍给张权。民国30年（1941年），中国共产党党员王亚文奉派来到战车防御炮教导总队任上校秘书。此后，张权多次来到重庆周公馆，会见周恩来、叶剑英、董必武等中国共产党领导人。张权曾对王亚文说：“北伐时我曾以师事祖涵公林伯渠。现在，周、董二位对我的指点使我受益匪浅。愿和他们常谈心。”
张权和王亚文的关系日益亲密，也阅读了许多马列主义著作，认为中国非实行马列主义不可。张权曾对董必武说：“救国要靠共产党，做人要做共产党那样的人，抗日就要跟着共产党走。”不久，张权向中共党组织提出入党申请。经中共中央南方局领导周恩来、董必武等研究，认为：“张权不入党起的作用更大，对工作更加有利。”并且要王亚文向张权解释，以中共党组织的名义正式通知张权：“共产党组织是了解你的。希望你在军队中起更大的作用。”

### 内战情报
第二次国共内战爆发，张权感到很痛心，曾经向王亚文说：“蒋介石是不到黄河心不死，内战他是一定要打到底的。垮也是一定垮到底的。”
民国37年（1948年），张权携家眷定居上海狄斯威路麦加里（今溧阳路965弄）38号。1947年3月，中共中央上海局宣传部部长沙文汉按照董必武的意见找到王亚文，并且代表中共中央上海局及陈毅、刘伯承任命王亚文负责上海的国民党海、陆、空军策反工作。当时淮海战役即将爆发，张权接受了王亚文交给的打探情报的任务，亲自来到济南、徐州、南京及沿线视察，了解华东前线国军布防等情况，深入参谋本部地下保密室领出绝密的“参谋本部作战地图”，随后将将情报及作战地图交给中共地下党的王亚文、陈约珥报送到中国人民解放军前敌总指挥部。张权还曾两次到江阴要塞，劝说江阴要塞司令戴戎光和51团团长刘仲泉配合中国人民解放军渡江。
渡江战役前夕，张权再次接受中共党组织委托，视察江防。回到上海后，张权来到王亚文家，与王亚文和王亚文的妻子张瑞元三人用三天三夜绘制出一张巨大的“长江沿线布防图”。该图被迅速交给中国人民解放军前敌指挥部，后来中国人民解放军以此图为参考进行指挥，取得了渡江战役的胜利。

### 策划上海叛變
蒋介石集中20多万军队及军警特务防守上海，构筑了坚固的防御工事，并且命令汤恩伯、毛森要死守上海。为了和中国人民解放军里应外合攻占上海，中共上海地下党组织准备策动国军叛變。民国37年（1948年），张权将侄婿秦然轩从台湾调来上海担任虬江仓库少校主任、起义司令部交通科长，以保全虬江仓库内的万吨美国兵器、弹药、通讯设备，使虬江仓库成为叛變部队的武器供应点。张权还策反驻上海的国军某些师长、军长參與叛變，同曾经担任师长的李锡祐恳谈，促成李锡祐同意协助叛變。张权还利用标着特别通行证的吉普车，两次来到吴淞要塞，并多次来到大场、宝山、罗店、闵行、月浦、徐家汇、真如、南翔等防区调查，连夜绘出简图，提供给中国人民解放军。
在中共上海地下党组织领导下，张权等人制定了叛變计划：浦东的国军320师师长方懋楷在中国人民解放军进攻其阵地时竖起白旗，使解放军可直接开入上海市区。刘仲泉的国军炮兵51团向蕰藻浜、张华浜打出去，使解放军可以顺利入城，驻上海市区的钟勉的机械化炮团、51军王秉钺部和王挽危的182师响应配合出击。已赋闲的李锡祐在解放军攻占上海前一个多月才来到上海，驻江湾的132师有其旧部下，可说服李锡祐率其旧部下叛變。张权的好友李舰长的军舰在吴淞口炸沉，可使国军军舰无法驶出吴淞口。郑振华控制并封锁机场，张权率精兵进攻京沪杭警备总司令部，随后配合解放军围攻复兴岛，活捉蒋介石、蒋经国父子。
张权为策反而做的工作受到中共上海党组织赞扬，沙文汉称：“张权是一个顶好的参谋长，能干、有办法，要好好发挥他的作用。”
這些讓國軍叛變的计划经军委地下电台报请中国人民解放军前敌指挥部陈毅、刘伯承批准，由沙文汉宣布张权为上海市中心区城北起义军司令，王亚文为政委，郑振华为副政委兼政治部主任，不设副司令。叛變计划在1949年5月16日上午10时举行，司令部设在吉祥路121号，以四川北路施高塔大楼（今山阴大楼）作为基地，到时升起义旗，各部队随即策应，迎接中国人民解放军入城。
但是，因为驻复旦大学国军一三二师中校参谋科长张贤告密，1949年5月15日张权遭特务逮捕，上海叛變计划未能实施。在刑讯逼供下，张权拒絕坦白。1949年5月21日，中華民國政府以银元贩子扰乱金融的罪名，将张权、李锡祐處決于南京路西藏路大新公司（今上海市第一百货商店）门前，张权被處決时高呼“中国共产党万岁！中华民族解放万岁！”
张权被處決后的第六天，中国人民解放军攻占上海，张权的遗体后来在普善山庄找到。上海市人民政府追认张权为革命烈士。1949年8月24日召开追悼大会，张权的灵柩葬在虹桥公墓，后来移葬上海市烈士陵园。中共上海市委评价张权的一生：“张权虽非中共党员，但在思想、行动、工作、作风上都与共产党靠近，烈士对于蒋匪帮反革命的血腥统治具有深切的仇恨，对中国人民胜利则抱充分信心，在共产党领导下瓦解匪军士气，迎接上海解放，都有相当功绩。”1982年3月，张权又被推荐为“著名革命烈士”。